# 1e Squadron RAF
Number 1 Squadron, ook bekend als No. 1 (Fighter) Squadron, is een squadron van de Royal Air Force. Het was het eerste squadron dat met een VTOL-vliegtuig vloog. Het vliegt momenteel met Eurofighter Typhoon-vliegtuigen vanaf RAF Lossiemouth.
Het squadron motto, In omnibus princeps ("Eerste in alle dingen") weerspiegelt de status van het squadron als de oudste eenheid van de RAF, omdat het betrokken is geweest bij bijna elke grote Britse militaire operatie vanaf de Eerste Wereldoorlog tot nu. Daartoe behoren de Tweede Wereldoorlog, de Suez-crisis, de Falklandoorlog, de Golfoorlog, de Kosovo-oorlog en Operatie Telic (Irak).

## Geschiedenis

### 1878 tot 1918
De oorsprong van het No. 1 Squadron gaat terug tot 1878 toen zijn voorganger, de No. 1 Balloon Company, werd opgericht in het Royal Arsenal, Woolwich als onderdeel van de Ballon Sectie. Op 1 april 1911 werd het Luchtbataljon van de Royal Engineers opgericht. Het bataljon bestond aanvankelijk uit twee compagnieën.De eerste bevelvoerend officier was kapitein E.M. Maitland
Op 13 mei 1912, bij de oprichting van het Royal Flying Corps, werd No. 1 Company van het Luchtbataljon omgedoopt tot No. 1 Squadron, Royal Flying Corps. No. 1 Squadron was een van de oorspronkelijke drie Royal Flying Corps squadrons. Maitland bleef de bevelvoerende officier van het nieuwe squadron en hij werd enkele dagen na de oprichting van het squadron bevorderd tot majoor. Het behield de luchtschepen Beta en Gamma en voegde Delta en Eta toe, alsmede vliegers en een paar bolvormige ballonnen. In oktober 1913 werd echter plotseling besloten om alle luchtschepen over te brengen naar de marinevleugel van de RFC (die op 1 juli 1914 de Royal Naval Air Service werd). Met behoud van vliegers werd 1 Squadron gereorganiseerd als een "vliegtuigpark" voor de Britse Expeditieleger.
Het squadron werd in augustus 1914 omgevormd tot een vliegtuigsquadron, en uitgerust met een mengeling van Avro 504's en Royal Aircraft Factory B.E.8's, stak het op 7 maart 1915 over naar Frankrijk. Het opereerde hoofdzakelijk in de verkenningsrol, met een paar eenzitsjagers voor escorteerdoeleinden. Het behield Morane Parasols voor verkenning, totdat het op 1 januari 1917 een toegewijd jagersquadron werd, vliegend met Nieuport 17s en Nieuport 27s.
De verouderde Nieuports werden in januari 1918 vervangen door modernere S.E.5as. Bij de inlijving in de RAF op 1 april 1918 behield het squadron zijn nummer; No. 1 Squadron van de Royal Naval Air Service (RNAS) werd verplaatst en werd 201e Squadron RAF.
No. 1 Squadron had niet minder dan 31 vliegende azen in zijn rangen.

### Interbellum
Het squadron keerde in maart 1919 vanuit Frankrijk terug naar het Verenigd Koninkrijk en werd op 20 januari 1920 formeel ontbonden. De volgende dag werd het gereformeerd in Risalpur in het noordwestelijke grensgebied van India (nu deel van Pakistan), waar het vanaf januari 1920 vloog met de Sopwith Snipe. In mei 1921 verhuisde het naar Hinaidi bij Bagdad in Irak om politietaken uit te voeren. Het behield zijn Snipes, hoewel het ook een Bristol Jupitermotorige Nieuport Nighthawk ter evaluatie kreeg. Het bleef in Irak en voerde straf- en bombardementen uit op vijandige stammen tot november 1926 toen het werd ontbonden.
Begin 1927 werd het gereformeerd op RAF Tangmere, Sussex als een Home Defence Fighter Squadron, uitgerust met de Armstrong Whitworth Siskin. Nadat het in februari 1932 de Hawker Fury Mk.1 had ontvangen, kreeg het squadron een reputatie voor stuntvliegen en gaf demonstraties in het Verenigd Koninkrijk en op de Internationale Luchtmeeting van Zürich in juli 1937, waar zijn vertoning indruk maakte maar het duidelijk was dat het overtroffen werd door de Duitse Messerschmitt Bf 109 en Dornier Do 17 die ook in Zürich te zien waren. Het squadron rustte opnieuw uit met de Hawker Hurricane Mk.I in oktober 1938

### Tweede Wereldoorlog

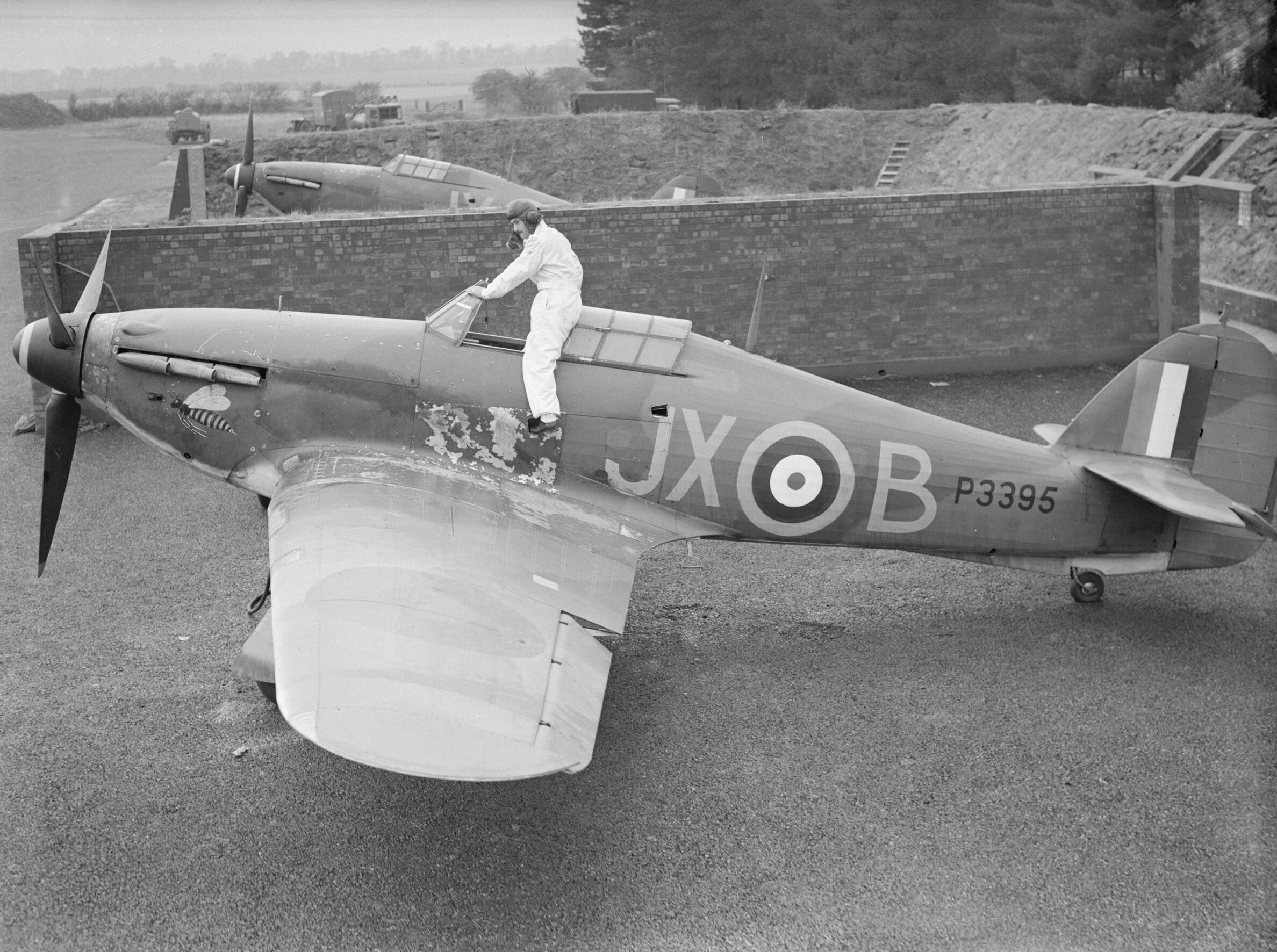
Hawker Hurricane Mk.I bij RAF Wittering met kenteken van 1e Squadron in October 1940.

Bij het uitbreken van de Tweede Wereldoorlog in september 1939 werd het squadron ingezet in Frankrijk als onderdeel van de RAF Advanced Air Striking Force. In oktober vloog het voor de eerste keer over vijandelijk gebied en behaalde al snel zijn eerste overwinning door op 31 oktober een Dornier Do 17 neer te schieten. Verdere successen werden behaald tijdens de Schemeroorlog, totdat in mei 1940 de Slag om Frankrijk uitbrak. Binnen een week werd het squadron uit zijn basis in Berry-au-Bac gebombardeerd. Een reeks terugtochten volgde, die pas eindigde toen het squadron op 18 juni uit Frankrijk evacueerde, met een terugkeer naar Tangmere op 23 juni.
In augustus 1940 nam het squadron deel aan de Slag om Engeland tot 9 september, toen het squadron werd overgeplaatst naar RAF-groep nr. 12 en naar RAF Wittering werd gestuurd om er optefrissen, uit te rusten en te recupereren.
Het keerde begin 1941 terug naar RAF-groep nr. 11 en werd ingezet bij fighter sweeps en bommenwerper escorte taken. In februari begon het met "Rhubarb" (low-level sweeps boven bezet gebied) en nachtvliegmissies en werd opnieuw uitgerust met de Hurricane IIA.
Het squadron voerde nachtelijke patrouilles uit tot juli 1942, toen het opnieuw werd uitgerust met de Hawker Typhoon jachtbommenwerper en werd overgeplaatst naar RAF Acklington, Northumberland waar het weer overdag ging opereren.
Het squadron werd in april 1944 uitgerust met de Supermarine Spitfire Mk.IX en begon in juni met anti-V1 patrouilles, waarbij 39 vliegende bommen werden neergeschoten. Er werden ook missies boven de zak van Falaise gevlogen Later in het jaar ging het terug naar bommenwerper escorte taken, gestationeerd op Maldegem. Het was betrokken bij de ondersteuning van Operatie Market Garden : de parachutistendroppings in Nederland, en later bij de ondersteuning van het Geallieerde tegenoffensief in de Ardennen. Het squadron wierp 250 pond bommen af op 'Key Points' (KP's), gestuurd door radar om de slechte weersomstandigheden tegen te gaan. In mei 1945 schakelde het over op de Spitfire Mk.XXI, maar deze werd alleen operationeel gebruikt om landingen op de Kanaaleilanden te dekken.

### Na de grote oorlogen
In 1946 keerde het Squadron terug naar Tangmere en nam het zijn eerste straalvliegtuig in ontvangst, de Gloster Meteor.
Het squadron werd toen uitgerust met de Hawker Hunter F.5, die werden gevlogen vanaf RAF Akrotiri, Cyprus tijdens de Suezcrisis van 1956. Het squadron werd ontbonden op 23 juni 1958. Op 1 juli 1958 werd het squadron echter omgevormd door hernummering tot 263e Squadron op RAF Stradishall. Daarna verhuisde het naar RAF Waterbeach vanwaar het, vliegend met de Hunter FGA.9, opereerde in de rol van grondaanvaller als onderdeel van RAF-groep nr. 38. Het Squadron bleef deze rol de volgende acht jaar vervullen, opererend vanuit Waterbeach en daarna RAF West Raynham.

## Gebruikte vliegtuigen
| Toestel                                    | Periode      |
| ------------------------------------------ | ------------ |
| Avro 504                                   | 1915–1916    |
| B.E.8                                      | 1915–1916    |
| Morane Parasol                             | 1915–1916    |
| Nieuport 17                                | 1916–1917    |
| Nieuport 27                                | 1917–1918    |
| SE5a                                       | 1918–1920    |
| Sopwith Snipe                              | 1920–1927    |
| Armstrong Whitworth Siskin                 | 1927–1933    |
| Hawker Fury                                | 1933–1937    |
| Hawker Hurricane                           | 1937–1943    |
| Hawker Typhoon                             | 1943–1944    |
| Supermarine Spitfire                       | 1944–1950    |
| Gloster Meteor F.8                         | 1950–1957    |
| Hawker Hunter F.5/F.6/FGA.9/T.7            | 1957–1970    |
| Hawker Siddeley Harrier GR.1 and GR.3      | 1969–1989    |
| British Aerospace Harrier GR5, GR7 and GR9 | 1988–2010    |
| Eurofighter Typhoon FGR4                   | 2012 – heden |

Actieve squadrons:
1 ·
2 ·
3 ·
4 ·
6 ·
7 ·
8 ·
9 ·
10 ·
11 ·
12 ·
13 ·
14 ·
16 ·
17 ·
18 ·
19 ·
20 ·
22 ·
23 ·
24 ·
27 ·
28 ·
29 ·
30 ·
31 ·
32 ·
33 ·
39 ·
41 ·
42 ·
43 ·
45 ·
47 ·
51 ·
54 ·
55 ·
56 ·
60 ·
70 ·
72 ·
78 ·
84 ·
99 ·
100 ·
101 ·
111 ·
120 ·
201 ·
202 ·
207 ·
208 ·
216 ·
230 ·
617 

Inactieve squadrons: 

5 ·
15 ·
21 ·
25 ·
26 ·
34 ·
35 ·
36 ·
37 ·
38 ·
40 ·
44 ·
46 ·
48 ·
49 ·
50 ·
52 ·
53 ·
57 ·
58 ·
59 ·
61 ·
62 ·
63 ·
64 ·
65 ·
66 ·
67 ·
68 ·
69 ·
73 ·
74 ·
76 ·
77 ·
79 ·
80 ·
81 ·
82 ·
83 ·
85 ·
86 ·
87 ·
88 ·
89 ·
90 ·
91 ·
92 ·
93 ·
94 ·
95 ·
96 ·
97 ·
98 ·
102 ·
103 ·
104 ·
105 ·
106 ·
107 ·
108 ·
109 ·
110 ·
112 ·
113 ·
114 ·
115 ·
116 ·
117 ·
118 ·
119 ·
122 ·
123 ·
124 ·
125 ·
126 ·
127 ·
128 ·
129 ·
130 ·
131 ·
132 ·
134 ·
135 ·
136 ·
137 ·
138 ·
139 ·
140 ·
141 ·
142 ·
143 ·
144 ·
145 ·
146 ·
147 ·
148 ·
149 ·
150 ·
151 ·
152 ·
153 ·
154 ·
155 ·
156 ·
157 ·
158 ·
159 ·
160 ·
161 ·
162 ·
163 ·
164 ·
165 ·
166 ·
167 ·
168 ·
169 ·
170 ·
171 ·
172 ·
173 ·
174 ·
175 ·
176 ·
177 ·
178 ·
179 ·
180 ·
181 ·
182 ·
183 ·
184 ·
185 ·
186 ·
187 ·
188 ·
189 ·
190 ·
191 ·
192 ·
193 ·
194 ·
195 ·
196 ·
197 ·
198 ·
199 ·
200 ·
203 ·
204 ·
205 ·
206 ·
209 ·
210 ·
211 ·
212 ·
213 ·
214 ·
215 ·
217 ·
218 ·
219 ·
220 ·
221 ·
222 ·
223 ·
224 ·
225 ·
226 ·
227 ·
228 ·
229 ·
231 ·
232 ·
233 ·
234 ·
235 ·
236 ·
237 ·
238 ·
239 ·
240 ·
241 ·
242 ·
243 ·
244 ·
245 ·
246 ·
247 ·
248 ·
249 ·
250 ·
251 ·
252 ·
253 ·
254 ·
255 ·
256 ·
257 ·
258 ·
259 ·
260 ·
261 ·
262 ·
263 ·
264 ·
265 ·
266 ·
267 ·
268 ·
269 ·
270 ·
271 ·
272 ·
273 ·
274 ·
275 ·
276 ·
277 ·
278 ·
279 ·
280 ·
281 ·
282 ·
283 ·
284 ·
285 ·
286 ·
287 ·
288 ·
289 ·
290 ·
291 ·
292 ·
293 ·
294 ·
295 ·
296 ·
297 ·
298 ·
299 ·
353 ·
354 ·
355 ·
356 ·
357 ·
358 ·
359 ·
360 ·
361 ·
510 ·
511 ·
512 ·
513 ·
514 ·
515 ·
516 ·
517 ·
518 ·
519 ·
520 ·
521 ·
524 ·
525 ·
526 ·
527 ·
528 ·
529 ·
530 ·
531 ·
532 ·
533 ·
534 ·
535 ·
536 ·
537 ·
538 ·
539 ·
540 ·
541 ·
542 ·
543 ·
544 ·
545 ·
546 ·
547 ·
548 ·
549 ·
550 ·
567 ·
569 ·
570 ·
571 ·
575 ·
576 ·
577 ·
578 ·
582 ·
586 ·
587 ·
595 ·
597 ·
598 ·
618 ·
619 ·
620 ·
621 ·
622 ·
623 ·
624 ·
625 ·
626 ·
627 ·
628 ·
629 ·
630 ·
631 ·
635 ·
639 ·
640 ·
644 ·
650 ·
651 ·
652 ·
653 ·
654 ·
655 ·
656 ·
657 ·
658 ·
659 ·
660 ·
661 ·
662 ·
663 ·
664 ·
665 ·
666 ·
667 ·
668 ·
669 ·
670 ·
671 ·
672 ·
673 ·
679 ·
680 ·
681 ·
682 ·
683 ·
684 ·
691 ·
692 ·
695

Commonwealth luchtmachteenheden aangesloten bij de RAF tijdens de Tweede Wereldoorlog

Australië – RAAF: 450 ·
451 ·
452 ·
453 ·
454 ·
455 ·
456 ·
457 ·
458 ·
459 ·
460 ·
461 ·
462 ·
463 ·
464 ·
466 ·
467

Canada – RCAF: 400 ·
401 ·
402 ·
403 ·
404 ·
405 ·
406 ·
407 ·
408 ·
409 ·
410 ·
411 ·
412 ·
413 ·
414 ·
415 ·
416 ·
417 ·
418 ·
419 ·
420 ·
421 ·
422 ·
423 ·
424 ·
425 ·
426 ·
427 ·
428 ·
429 ·
430 ·
431 ·
432 ·
433 ·
434 ·
435 ·
436 ·
437 ·
438 ·
439 ·
440 ·
441 ·
442 ·
443

Nieuw-Zeeland – RNZAF: 75 ·
485 ·
486 ·
487 ·
488 ·
489 ·
490

Squadrons die gevormd zijn voor niet-leden van de Commonwealth tijdens de Tweede Wereldoorlog

Verenigde Staten: 71 ·
121 ·
133 · Polen: 300 ·
301 ·
302 ·
303 ·
304 ·
305 ·
306 ·
307 ·
308 ·
309 ·
315 ·
316 ·
317 ·
318 ·
663 · Tsjecho-Slowakije: 310 ·
311 ·
312 ·
313 · Nederland: 320 ·
321 ·
322 · Frankrijk: 326 ·
327 ·
328 ·
329 ·
340 ·
341 ·
342 ·
343 ·
344 ·
345 ·
346 ·
347 · Noorwegen: 330 ·
331 ·
332 ·
333 ·
334 · Griekenland: 335 ·
336 · België: 349 ·
350 · Joegoslavië: 351 ·
352

Royal Auxiliary Air Force:

Speciale Reserve: 500 ·
501 ·
502 ·
503 ·
504 · Auxiliary Air Force: 600 ·
601 ·
602 ·
603 ·
604 · 
605 ·
606 ·
607 ·
608 ·
609 ·
610 ·
611 ·
612 ·
613 ·
614 ·
615 ·
616